# Magische cirkel (wiskunde)
De magische cirkels of tovercirkels werden tijdens de Song-dynastie geconstrueerd door de Chinese wiskundige Yang Hui. Ze werden in 1275 gepubliceerd in het werk Xugu Zhaiqi Suanfa (續古摘奇算法), oftewel Vervolg op stukjes wiskundige wonderen.

## Algemeen
Regelmatig over een aantal cirkels verdeeld worden natuurlijke getallen gelegd. Alle getallen zijn anders. De som van de getallen per cirkel is voor alle cirkels gelijk. Vervolgens worden de cirkels zo ten opzichte van elkaar geplaatst dat getallen die op of langs één lijn liggen dezelfde som hebben.

## Vier cirkels

Concentrische magische cirkels

Een van de constructies van Yang Hui wordt gevormd met de getallen van 1 tot en met 33. Het getal 9 vormt het gezamenlijke middelpunt van vier cirkels, die dus concentrisch geplaatst worden. Deze magische cirkels hebben de volgende eigenschappen:
- De som van de getallen op iedere cirkel is 138
  - Als voorbeeld de buitenste cirkel: 28 + 27 + 20 + 33 + 12 + 4 + 6 + 8 = 138
- De som van de getallen op de middellijnen, exclusief het middelpunt, is eveneens 138
  - Als voorbeeld de horizontale middellijn: 28 + 5 + 11 + 25 + 7 + 19 + 31 + 12 = 138
- De som van de getallen op iedere straal, exclusief het middelpunt, is gelijk aan 69. Net zoals een straal de helft is van een middellijn, is 69 de helft van 138.
  - Als voorbeeld de straal vanaf linksboven: 27 + 15 + 3 + 24 = 69

## Acht cirkels

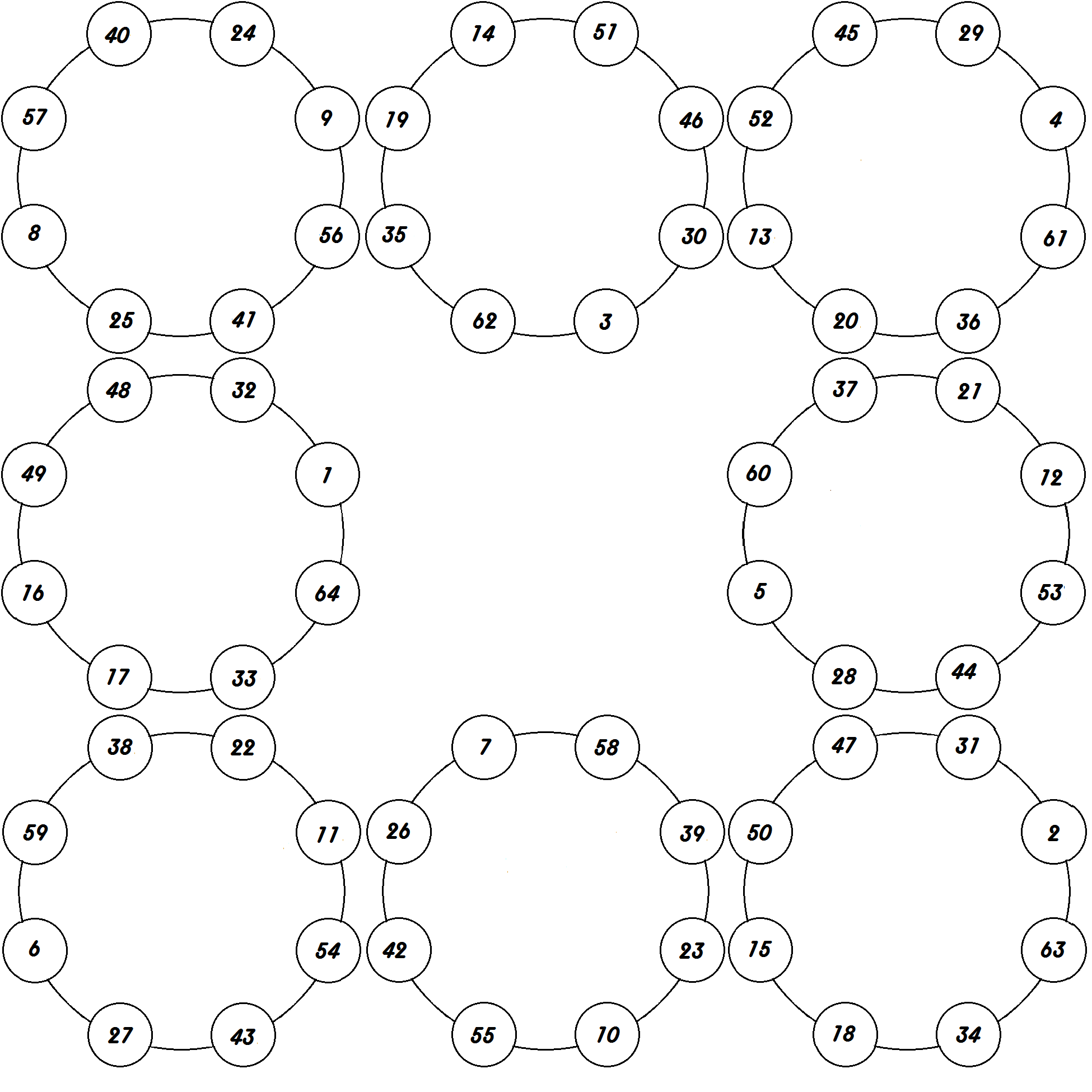
Acht cirkels

Een andere constructie plaatst acht cirkels, voorzien van de getallen van 1 tot en met 64, in een vierkant.
- De som van de getallen per cirkel is 260
  - Als voorbeeld de cirkel linksboven: 40 + 24 + 9 + 56 + 41 + 25 + 8 + 57 = 260
- De som van de getallen langs zowel de horizontale as als de verticale as is eveneens 260
  - Als voorbeeld de horizontale as: 60 + 5 + 12 + 53 + 49 + 16 + 1 + 64 = 260
- De som van de cijfers langs de horizontale én die langs de verticale as is dus 520. Dat geldt ook voor de cijfers langs de diagonalen:
  - 40 + 57 + 56 + 41 + 47 + 50 + 63 + 34 + 29 + 4 + 13 + 20 + 22 + 11 + 6 + 27 = 520

## Dertien cirkels

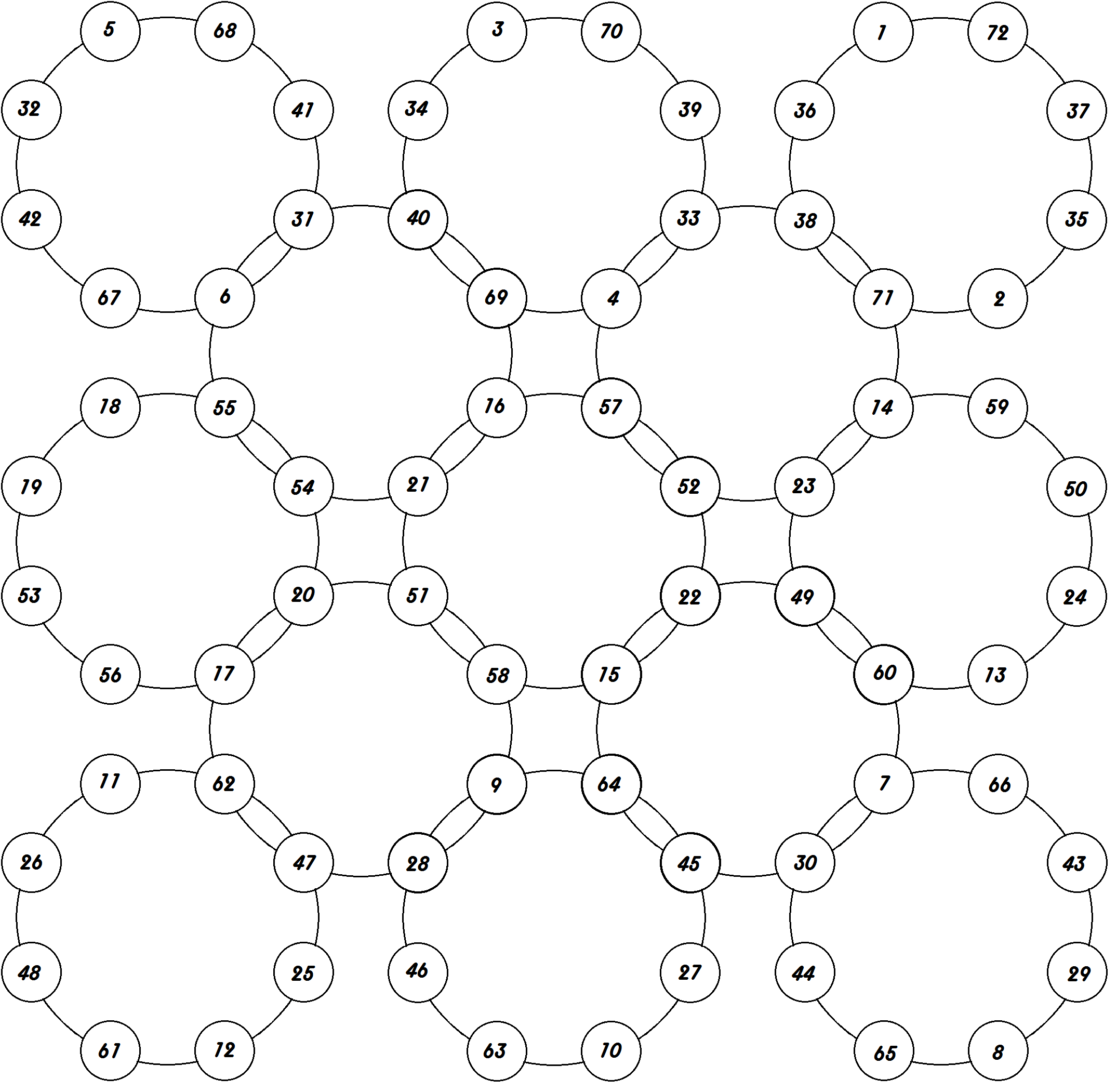
Dertien cirkels

Als er in het midden nog een cirkel toegevoegd wordt, ontstaan rondom die cirkel nog vier extra cirkels. Op deze in totaal 13 cirkels worden de getallen van 1 tot en met 72 geplaatst. De som van de getallen op elk van de dertien cirkels is 292.

## Magische cirkels van Din Yidong

Magische cirkels van Din Yidong

Yang Hui was niet de enige die zich met magische cirkels bezighield. Zijn tijdgenoot Ding Yidong construeerde een magische cirkel met zes concentrische cirkels.
- De som van de getallen op elk van de cirkels is 200
- De som van de getallen op elke middellijn is 325
- De eenheden van de getallen op elk van de buitenste vijf cirkels vormen samen met de eenheden van de binnenste cirkel of het middelpunt het volgende magische vierkant:

| 4 | 9 | 2 |
| 3 | 5 | 7 |
| 8 | 1 | 6 |